# Norberto Forero y García
Norberto Forero y García (ur. 5 marca 1895 w Togüí, zm. 9 marca 1981) – kolumbijski duchowny rzymskokatolicki, administrator apostolski archidiecezji Nowej Pamplony, biskup Santa Marty.

## Biografia
14 czerwca 1919 otrzymał święcenia prezbiteriatu i został kapłanem diecezji Tunja.
7 lipca 1951 papież Pius XII mianował go biskupem pomocniczym, będącym jednocześnie administratorem apostolskim archidiecezji Nowej Pamplony oraz biskupem tytularnym hiltańskim. 9 września 1951 w katedrze w Bogocie przyjął sakrę biskupią z rąk nuncjusza apostolskiego w Kolumbii abpa Antonio Samorè. Współkonsekratorami byli biskup Tunji Ángel María Ocampo Berrio SI oraz biskup pomocniczy Bogoty José de Jesús Martinez Vargas.
Archidiecezją Nowej Pamplony zarządzał w zastępstwie wiekowego abpa Rafaela Afanadora y Cadeny.
27 maja 1956 ten sam papież mianował go biskupem Santa Marty. Jako ojciec soborowy wziął udział w I i II sesji soboru watykańskiego II. Biskupem Santa Marty był do rezygnacji złożonej w związku osiągnięciem wieku emerytalnego. 2 czerwca 1971 przeszedł na emeryturę.